# Samuel Tuke
Pour les articles homonymes, voir Tuke.
Sir Samuel Tuke (né vers 1615 dans l'Essex et mort le 26 janvier 1674 à Somerset House, Londres), premier baronnet, était un officier anglais de l'armée royaliste durant la Première Révolution anglaise et un dramaturge distingué. Il est surtout connu  pour son adaptation en anglais, intitulée The Adventure of Five Hours, avec la possible collaboration de George Digby, de la pièce espagnole d'Antonio Coello, Los Empeños de Seis Horas. Cette adaptation fut jouée par la Duke's Company en 1663, et eut un succès énorme. Pepys en fait un éloge dithyrambique dans son Journal,, la jugeant même supérieure à Othello. Cette pièce aura plus tard une influence sur l'opéra de Sheridan, The Duenna (1775).

## Biographie
Troisième fils de George Tuke, Samuel est admis à Gray's Inn en 1635, et il part se battre en Europe en 1640 avant le début de la guerre civile anglaise. À la fin de 1642, on le retrouve major dans le régiment du duc d'York, servant dans l'armée du nord de William Cavendish, et participant à la bataille de Marston Moor. Il sert ensuite en 1645 dans l'ouest de l'Angleterre sous le commandement de George Goring, avant de démissionner de sa fonction, lorsque George Porter, beau-frère de Goring, est nommé major-général à sa place. Il tente de forcer Porter à se battre en duel avec lui, mais le conseil de guerre l'oblige au contraire à présenter ses excuses. Il participe ensuite à la défense de Colchester, lors de son siège en 1648, et agit en tant que l'un des représentants des assiégés au moment de la capitulation. Il part ensuite en exil en France avec le prince Charles, le futur Charles II, pendant tout le Protectorate. C'est là qu'il rencontre John Evelyn, qu'il entre au service d'Henry Stuart, le plus jeune frère de Charles, et qu'il se fait connaître comme duelliste et homme d'esprit. Tuke essaie de devenir le gouverneur d'Henry, mais à la place, il est recommandé comme secrétaire auprès de Jacques, duc d'York par leur mère, la reine Henriette-Marie de France. Mais Charles et Edward Hyde mettent leur veto à une telle nomination. Au plus tard en 1659, Tuke était converti au catholicisme romain.
Au moment de la Restauration, Tuke demeure un favori de Charles II, qui le fait chevalier et baronnet en 1664. Il est aussi envoyé à la cour du roi de France en 1661 présenter les condoléances de Charles lors des obsèques du cardinal Mazarin. 1661 voit aussi la première édition de sa pièce The Adventures of Five Hours, qui est basée sur la comédie espagnole Los empeños de seis horas d'Antonio Coello. C'était Charles II qui lui avait suggéré de traduire et d'adapter cette pièce en anglais. La première est jouée le 8 janvier 1663 au théâtre de Lincoln's Inn Fields. Samuel Pepys y assiste, et il écrit dans son journal que c'est la pièce « la meilleure pour la diversité et la plus parfaite pour le maintien de l'intrigue jusqu'aux tout derniers instants, que je n'ai jamais vue et que je ne verrai sans doute jamais »,, la jugeant même supérieure à Othello. Un catalogue des publications  d'Henry Herringman, publié en 1684, mentionne que Tuke est aussi l'un des auteurs de la pièce Pompey the Great (1664), une traduction et une adaptation de la pièce de Corneille, La Mort de Pompée (1644) attribuée principalement à Charles Sedley. Il est l'un des premiers membres de la Royal Society, publiant une étude sur l'élevage des huitres vertes de Colchester dans les  Transactions of the Royal Society. À la Chambre des lords, il soutient les catholiques loyaux, défendant leurs demandes de suppression des Lois pénales.
Il meurt en 1674 à Somerset House et est enterré dans la chapelle de ce lieu.

## Mariage et descendance
Il s'est marié deux fois :
1. en 1664, avec Mary Guldeford (morte en 1666)
2. en 1668, avec Mary Sheldon (morte en 1705, au Portugal). Elle était une habilleuse de la reine Catherine de Bragance, femme de Charles II. En 1679, elle est accusée d'avoir eu des contacts avec un témoin du Complot papiste. Après la mort de Charles, elle rentre au Portugal avec Catherine en 1692. Le fils aîné du couple, Charles Tuke (1671–1690), meurt des suites de ses blessures à la bataille de la Boyne, après s'être battu du côté des Jacobites comme capitaine dans le régiment de cavalerie de Tyrconnell.

## Sources
- (en) Cet article est partiellement ou en totalité issu de l’article de Wikipédia en anglais intitulé « Samuel Tuke (playwright) » (voir la liste des auteurs).
- Dictionary of National Biography article